# Jorge Andrade
Jorge Andrade (Lissabon, 9 april 1978) is een Portugees ex-voetballer. Hij speelde gewoonlijk als centrale verdediger. Daarnaast kon hij ook echter ook als middenvelder uit de voeten.

## Estrela Amadora
Jorge Andrade begon zijn carrière bij CF Estrela da Amadora, een club uit Amadora, een stad in het noordwesten van de agglomeratie Lissabon. Zijn debuut maakte hij in het seizoen 1997/1998. Dat bleek het meest succesvolle seizoen ooit voor de club te worden, eindigend als #7 van de competitie. In 2000 vertrok hij bij deze club.

## FC Porto
Na het verlaten van Estrela da Amadora vertrok Andrade in noordelijke richting. Hij ging spelen bij de Portugese topclub FC Porto. In de Champions League van het seizoen 2001/2002 speelde Jorge Andrade de meeste wedstrijden voor zijn club, te weten twaalf. Hij won met de club de Portugese Cup en de Portugese Supercup in het seizoen 2000/2001. Tijdens zijn periode bij Porto haalde hij ook voor het eerst het Portugese nationale team. Nadat hij daarmee het WK 2002 in Zuid-Korea en Japan had gespeeld vertrok hij bij FC Porto. Hij speelde 52 wedstrijden voor de club, waarin hij 3 maal scoorde.

## Deportivo
In het seizoen 2002/2003 nam Deportivo de La Coruña Jorge Andrade over van Porto. De Galisische club betaalde een bedrag van €12 miljoen voor de Portugese verdediger. Hij stond in bijna alle wedstrijden in de basis. Hij heeft één prijs gewonnen met de club. Dit is de Spaanse Supercup. Ook haalde hij in het seizoen 2003/2004 de halve finale van de Champions League met "Depor". Tevens werd hij in zijn eerste twee seizoenen met de club derde in de Primera División. Hij heeft bij de club één seizoen samengespeeld met Nederlander Roy Makaay. Manchester United, Chelsea, Valencia, Barcelona, Liverpool en Internazionale waren geïnteresseerd in Andrade, maar hij vertrok naar Juventus, dat hem overnam voor ongeveer tien miljoen euro.

## Juventus
Tijdens zijn eerste seizoen bij Juventus speelde hij vier Serie A-duels, omdat hij binnen een jaar twee keer zijn knieschijf brak. Vanwege de tweede blessure miste hij ook het hele seizoen 2008/09. Op 24 september 2008 maakte Juventus bekend te vrezen voor het einde van de carrière van de verdediger. In april 2009 werd het contract met Andrade ontbonden.

## Interlandcarrière
Tijdens zijn periode bij FC Porto mocht Jorge Andrade zich voor het eerst melden bij het nationale team van zijn land, Portugal. Zijn debuut maakte hij in 2001. Hij maakte ook deel uit van de selecties die afreisden naar het WK 2002 en die de finale van Euro 2004 in eigen land speelden. In de halve finale van dat toernooi speelde Portugal tegen Oranje. Andrade maakte in die wedstrijd een eigen doelpunt. Portugal won met 2-1. In de finale werd verloren van Griekenland. In 2006 zat Andrade niet bij de selectie voor het WK, vanwege een knieblessure die hij opliep in maart van datzelfde jaar. Ook maakte hij geen deel uit van de afvaardiging namens Portugal voor het EK 2008, gehouden in Zwitserland en Oostenrijk.
| Interlands van Jorge Andrade voor Portugal | Interlands van Jorge Andrade voor Portugal | Interlands van Jorge Andrade voor Portugal | Interlands van Jorge Andrade voor Portugal | Interlands van Jorge Andrade voor Portugal | Interlands van Jorge Andrade voor Portugal |
| №                                          | Datum                                      | Wedstrijd                                  | Uitslag                                    | Competitie                                 | Goals                                      |
| ------------------------------------------ | ------------------------------------------ | ------------------------------------------ | ------------------------------------------ | ------------------------------------------ | ------------------------------------------ |
| 1                                          | 25 Apr 2001                                | Frankrijk – Portugal                       | 4–0                                        | Vriendschappelijk                          |                                            |
| 2                                          | 14 Nov 2001                                | Portugal – Angola                          | 5–1                                        | Vriendschappelijk                          | Goal                                       |
| 3                                          | 13 Feb 2002                                | Spanje – Portugal                          | 1–1                                        | Vriendschappelijk                          |                                            |
| 4                                          | 27 Mar 2002                                | Portugal – Finland                         | 1–4                                        | Vriendschappelijk                          |                                            |
| 5                                          | 17 Apr 2002                                | Portugal – Brazilië                        | 1–1                                        | Vriendschappelijk                          |                                            |
| 6                                          | 25 May 2002                                | China – Portugal                           | 0–2                                        | Vriendschappelijk                          |                                            |
| 7                                          | 05 Jun 2002                                | Verenigde Staten – Portugal                | 3–2                                        | WK-eindronde                               |                                            |
| 8                                          | 14 Jun 2002                                | Zuid-Korea – Portugal                      | 1–0                                        | WK-eindronde                               |                                            |
| 9                                          | 12 Feb 2003                                | Italië – Portugal                          | 1–0                                        | Vriendschappelijk                          |                                            |
| 10                                         | 02 Apr 2003                                | Macedonië – Portugal                       | 0–1                                        | Vriendschappelijk                          |                                            |
| 11                                         | 10 Jun 2003                                | Portugal – Bolivia                         | 4–0                                        | Vriendschappelijk                          | Goal                                       |
| 12                                         | 20 Aug 2003                                | Portugal – Kazachstan                      | 1–0                                        | Vriendschappelijk                          |                                            |
| 13                                         | 06 Sep 2003                                | Portugal – Spanje                          | 0–1                                        | Vriendschappelijk                          |                                            |
| 14                                         | 10 Sep 2003                                | Noorwegen – Portugal                       | 0–1                                        | Vriendschappelijk                          |                                            |
| 15                                         | 11 Oct 2003                                | Portugal – Albanië                         | 5–3                                        | Vriendschappelijk                          |                                            |
| 16                                         | 15 Nov 2003                                | Portugal – Griekenland                     | 1–1                                        | Vriendschappelijk                          |                                            |
| 17                                         | 19 Nov 2003                                | Portugal – Koeweit                         | 8–0                                        | Vriendschappelijk                          |                                            |
| 18                                         | 18 Feb 2004                                | Portugal – Engeland                        | 1–1                                        | Vriendschappelijk                          |                                            |
| 19                                         | 31 Mar 2004                                | Portugal – Italië                          | 1–2                                        | Vriendschappelijk                          |                                            |
| 20                                         | 28 Apr 2004                                | Portugal – Zweden                          | 2–2                                        | Vriendschappelijk                          |                                            |
| 21                                         | 29 May 2004                                | Portugal – Luxemburg                       | 3–0                                        | Vriendschappelijk                          |                                            |
| 22                                         | 05 Jun 2004                                | Portugal – Litouwen                        | 4–1                                        | Vriendschappelijk                          |                                            |
| 23                                         | 12 Jun 2004                                | Portugal – Griekenland                     | 1–2                                        | EK-eindronde                               |                                            |
| 24                                         | 16 Jun 2004                                | Portugal – Rusland                         | 2–0                                        | EK-eindronde                               |                                            |
| 25                                         | 20 Jun 2004                                | Portugal – Spanje                          | 1–0                                        | EK-eindronde                               |                                            |
| 26                                         | 24 Jun 2004                                | Portugal – Engeland                        | 2–2                                        | EK-eindronde                               |                                            |
| 27                                         | 30 Jun 2004                                | Portugal – Nederland                       | 2–1                                        | EK-eindronde                               |                                            |
| 28                                         | 04 Jul 2004                                | Portugal – Griekenland                     | 0–1                                        | EK-eindronde                               |                                            |
| 29                                         | 04 Sep 2004                                | Letland – Portugal                         | 0–2                                        | WK-kwalificatie                            |                                            |
| 30                                         | 08 Sep 2004                                | Portugal – Estland                         | 4–0                                        | WK-kwalificatie                            |                                            |
| 31                                         | 09 Oct 2004                                | Liechtenstein – Portugal                   | 2–2                                        | WK-kwalificatie                            |                                            |
| 32                                         | 13 Oct 2004                                | Portugal – Rusland                         | 7–1                                        | WK-kwalificatie                            |                                            |
| 33                                         | 17 Nov 2004                                | Luxemburg – Portugal                       | 0–5                                        | WK-kwalificatie                            |                                            |
| 34                                         | 10 Feb 2005                                | Ierland – Portugal                         | 1–0                                        | Vriendschappelijk                          |                                            |
| 35                                         | 26 Mar 2005                                | Portugal – Canada                          | 4–1                                        | Vriendschappelijk                          |                                            |
| 36                                         | 30 Mar 2005                                | Slowakije – Portugal                       | 1–1                                        | WK-kwalificatie                            |                                            |
| 37                                         | 04 Jun 2005                                | Portugal – Slowakije                       | 2–0                                        | WK-kwalificatie                            |                                            |
| 38                                         | 08 Jun 2005                                | Estland – Portugal                         | 0–1                                        | WK-kwalificatie                            |                                            |
| 39                                         | 17 Aug 2005                                | Portugal – Egypte                          | 2–0                                        | Vriendschappelijk                          |                                            |
| 40                                         | 03 Sep 2005                                | Portugal – Luxemburg                       | 6–0                                        | WK-kwalificatie                            | Goal                                       |
| 41                                         | 07 Sep 2005                                | Rusland – Portugal                         | 0–0                                        | WK-kwalificatie                            |                                            |
| 42                                         | 08 Oct 2005                                | Portugal – Liechtenstein                   | 2–1                                        | WK-kwalificatie                            |                                            |
| 43                                         | 12 Oct 2005                                | Portugal – Letland                         | 3–0                                        | WK-kwalificatie                            |                                            |
| 44                                         | 01 Mar 2006                                | Saoedi-Arabië – Portugal                   | 0–3                                        | Vriendschappelijk                          |                                            |
| 45                                         | 15 Nov 2006                                | Portugal – Kazachstan                      | 3–0                                        | EK-kwalificatie                            |                                            |
| 46                                         | 06 Feb 2007                                | Portugal – Brazilië                        | 2–0                                        | Vriendschappelijk                          |                                            |
| 47                                         | 24 Mar 2007                                | Portugal – België                          | 4–0                                        | EK-kwalificatie                            |                                            |
| 48                                         | 28 Mar 2007                                | Servië – Portugal                          | 1–1                                        | EK-kwalificatie                            |                                            |
| 49                                         | 02 Jun 2007                                | België – Portugal                          | 1–2                                        | EK-kwalificatie                            |                                            |
| 50                                         | 05 Jun 2007                                | Koeweit – Portugal                         | 1–1                                        | Vriendschappelijk                          |                                            |
| 51                                         | 22 Aug 2007                                | Armenië – Portugal                         | 1–1                                        | EK-kwalificatie                            |                                            |

## Erelijst
- Portugese Cup (2000/2001)
- Portugese Supercup (2000/2001)
- Spaanse Supercup (2002/2003)
- Verliezend finalist EK (2004)